# 平井よお子
平井 よお子（ひらい よおこ、8月18日 - ）は、近畿地方を拠点に活動している日本のラジオパーソナリティ。タレントオフィスともだち関西オフィス所属。

## 来歴
兵庫県尼崎市出身。元々はシンクロナイズドスイミングの選手を目指していたが、身体を壊して断念。陶芸家を次の目標とし、芸術大学へ進学する。
卒業後には陶芸家にはならず、出版社で広告営業の仕事に就くが、母親が病に倒れて入院したのを機に1年余りで退社した。以来、やれる仕事はなんでも個人で引き受けているうちに、ラジオの仕事も始めることになる。ラジオ最初の仕事先はラジオ関西で、1996年から同局のワイド番組内で放送されるコーナーのリポーターを務めていた。

## 出演

### ラジオ番組
- NEO SWING（α-STATION、1997年 - 1998年）
- OLD PAL（α-STATION）
- J-Tracks（α-STATION）
- TWILIGHT PAVEMENT（FM岡山、1999年 - 2006年）
- DOKI♥ムネ RADIO JUNGLE（E-Radio → e-radio、2000年 - 2003年） - 水曜・木曜パーソナリティ[4]
- Be UKIUKI!（ウメダFM）
- Be Smart!（ウメダFM）
- 子どもの世界は笑顔がいっぱい（FM aiai）
- aiaiハートフルタイム（FM aiai）
- よお子のHAPPY工房（ラジオ関西、2011年 - 2013年）

### ネット配信番組
- 平井よお子のよっこらどっこいSHOW!（RADIO BALLOON）